# Distrito de Toyono
El distrito de Toyono (豊能郡 Toyono-gun?) es un distrito localizado en la prefectura de Osaka, Japón. En julio de 2019 tenía una población estimada de 27.790 habitantes y una densidad de población de 209 personas por km². Su área total es de 133,09 km².

## Localidades
- Nose
- Toyono